# 西幡豆站
西幡豆站（日语：／ Nishi-hazu eki */?）是位於愛知縣西尾市西幡豆町中屋敷，名古屋鐵道（名鐵）的蒲郡線車站。車站編號為GN15。

## 概要
此站較早時間已經為無人車站，但是車站大樓當初設有車站職員當值，這是由於周邊較多學生使用此站。在2005年（平成17年）1月28日前，為特急（在晚年只有往蒲郡的1班特急班次，名古屋方向則為通過）和急行停車站。
此站不可使用manaca。

## 歷史
- 1936年（昭和11年）7月24日 - 三河鳥羽站至三河鹿島站之間開業，此站啟用。
- 1985年（昭和60年）2月16日 - 成為無人車站[1]。

## 車站構造
車站為一座地面車站，設有1面2線的島式月台，月台可容納4卡車廂，可進行列車交會。列車會進入右邊的月台。車站為未引入車站集中管理系統的無人車站。車站大樓內設有自動售票機，以對應吉良吉田至蒲郡之間的一人控制之用。車站內設有內線電話聯絡車站職員。車站內也設有廁所。
| 月台     | 路線   | 上下行 | 方向         |
| -------- | ------ | ------ | ------------ |
| （南邊） | 蒲郡線 | 上行   | 吉良吉田方向 |
| （北邊） | 蒲郡線 | 下行   | 蒲郡方向     |

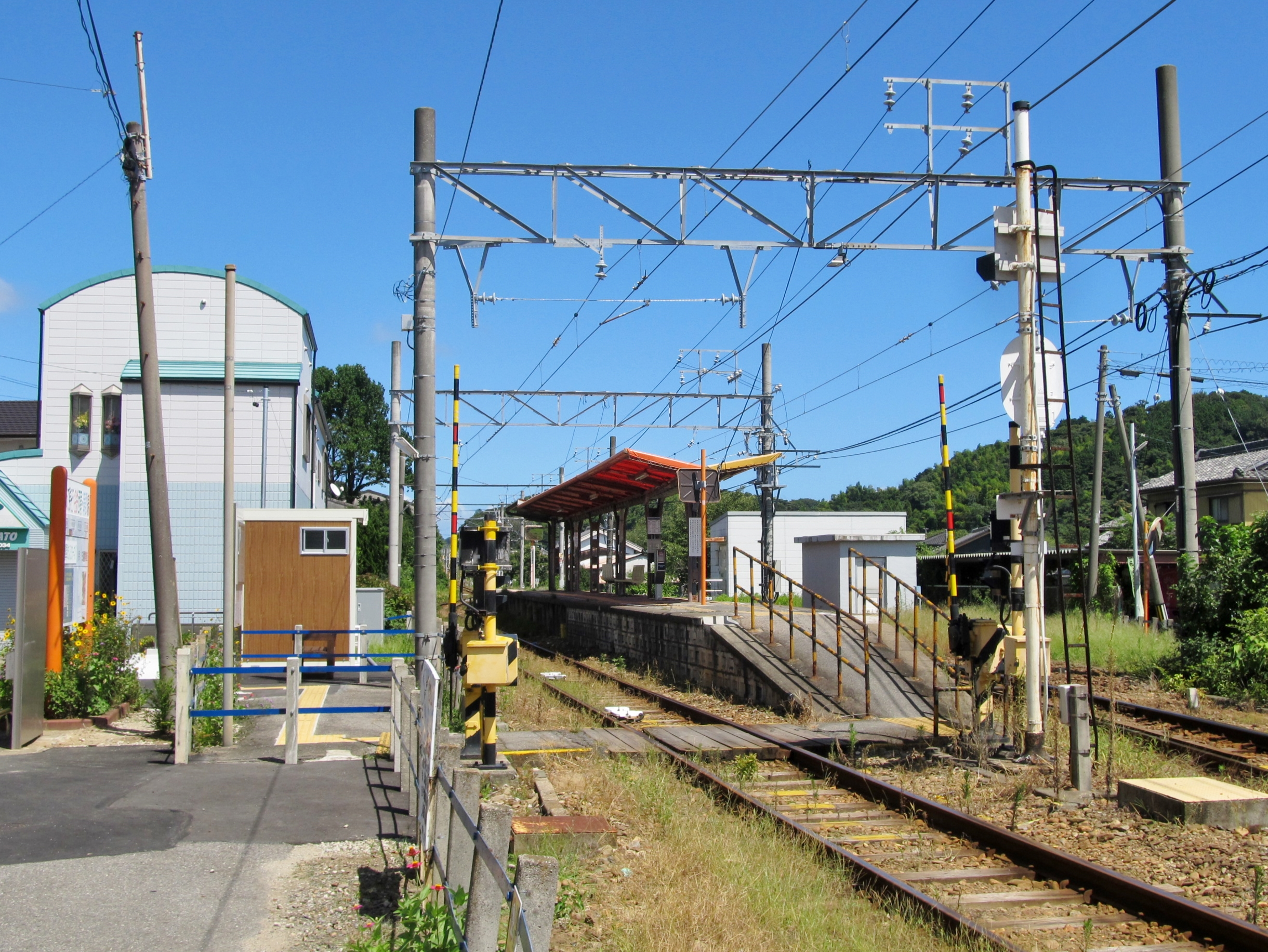
月台(2022年7月)
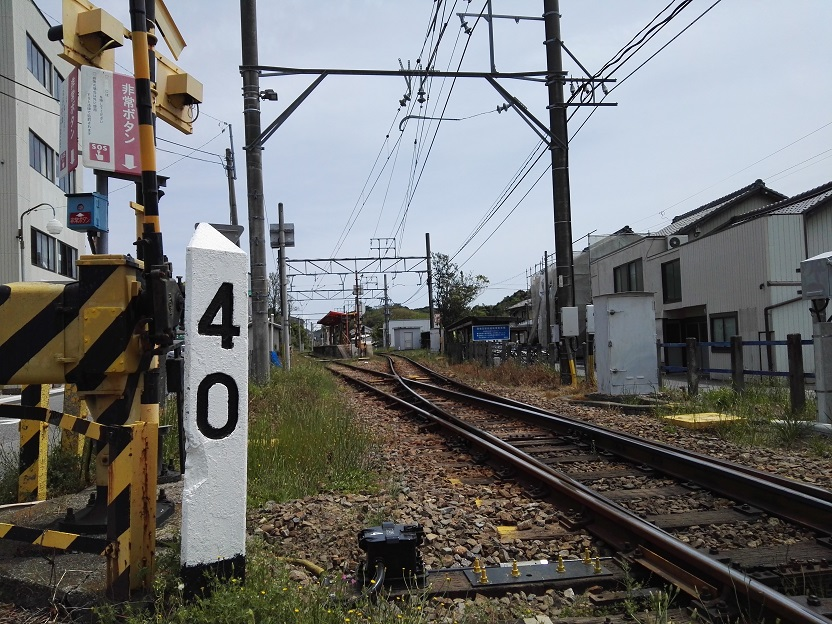
西幡豆站西平交道附近設有40公里里程碑（從知立站起計算，經碧南站）
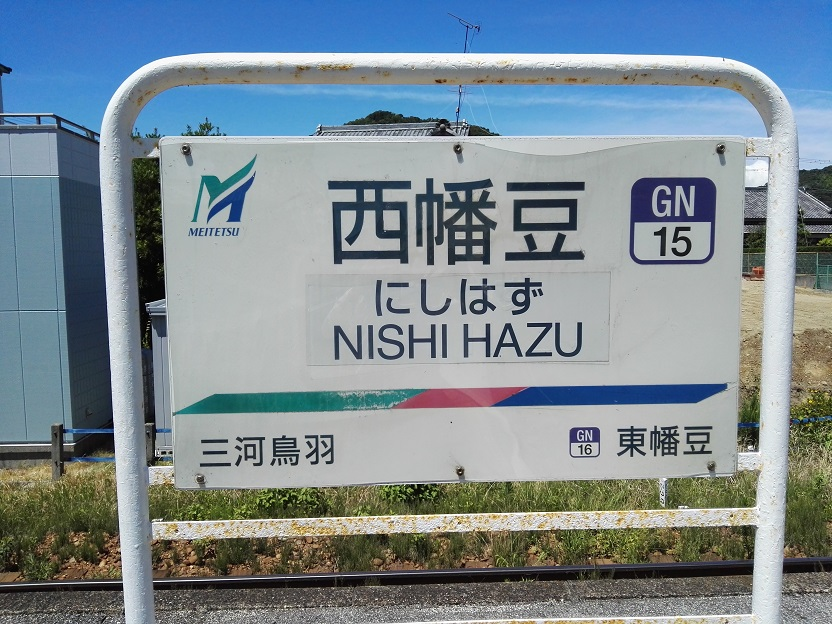
站名牌

### 配線圖
| ← 吉良吉田方向  | 西幡豆站 站內配線略圖 | → 蒲郡方向 |
| 图例 参考文献： |                       |            |

## 使用狀況
- 在中提及在2013年度，當時1日平均上下車人次為645人，為名鐵所有車站（275站）排名第251，西尾線、蒲郡線（23站）中排名第16[4]。
- 在中提及在1992年度，當時1日平均上下車人次為1,020人，為除岐阜市內線均一車費區間內各站（岐阜市內線、田神線、美濃町線徹明町站至琴塚站之間）外名鐵所有車站（342站）中排名第219，西尾線、蒲郡線（24站）排名第13[5]。
- 在中提及在2010年度1日平均乘車人次為306人[6]。在蒲郡線10個車站中，排名第5。
- 以下為近年1日平均乘車人次的列表：

| 年度   | 1日平均 乘車人次 |
| ------ | ---------------- |
| 2006年 | 317              |
| 2007年 | 308              |
| 2008年 | 301              |
| 2009年 | 310              |
| 2010年 | 306              |

## 車站周邊
- 國道247號（日语：国道247号）
- 西尾市政廳幡豆分所（舊・幡豆町政廳）
- 幡豆郵局
- 西尾市立幡豆小學
- 西尾市立幡豆中學
- 西尾市立幡豆圖書館
- Port Town Myu （页面存档备份，存于）

## 相鄰車站
名古屋鐵道
 蒲郡線
三河鳥羽（GN14）－西幡豆（GN15）－東幡豆（GN16）

## 外部連結
- 西幡豆 - 名古屋鐵道